# James W. Payne
Pour les articles homonymes, voir Payne.
James W. Payne est un chef décorateur américain né le 11 novembre 1929 à Ogden (Utah) et mort le 12 août 1992 à Salt Lake City (Utah).

## Filmographie (sélection)

### Cinéma
- 1961 : Le Zinzin d'Hollywood (The Errand Boy) de Jerry Lewis
- 1961 : Le Tombeur de ces dames (The Ladies Man) de Jerry Lewis
- 1962 : L'Increvable Jerry (It's Only Money) de Frank Tashlin
- 1963 : Un chef de rayon explosif (Who's Minding the Store?) de Frank Tashlin
- 1963 : T'es plus dans la course, papa ! (Come Blow Your Horn) de Bud Yorkin
- 1966 : La Statue en or massif (The Oscar) de Russell Rouse
- 1973 : L'Arnaque (The Sting) de George Roy Hill
- 1974 : Spéciale Première (The Front Page) de Billy Wilder
- 1975 : La Kermesse des aigles (The Great Waldo Pepper) de George Roy Hill
- 1976 : Complot de famille (Family Plot) d'Alfred Hitchcock
- 1979 : Le Champion (The Champ) de Franco Zeffirelli

### Télévision
- 1960-1961 : The Rebel (38 épisodes)
- 1966 : Blue Light (13 épisodes)
- 1983-1987 : La croisière s'amuse (50 épisodes)
- 1986-1987 : Dynastie 2 : Les Colby (30 épisodes)

## Distinctions
Oscar des meilleurs décors

### Récompenses
- en 1974 pour L'Arnaque

### Nominations
- en 1964 pour T'es plus dans la course, papa !
- en 1967 pour La Statue en or massif